# Teatro de Trøndelag
El Teatro de Trøndelag (en noruego: Trøndelag Teater) es un gran teatro en la ciudad de Trondheim, en el condado de Sør-Trøndelag, Noruega.
Originalmente construido en 1816, el teatro es el más antiguo de Escandinavia en uso continuo. En septiembre de 1997, el teatro reformado volvió a abrir como parte de un complejo moderno que incorpora el viejo auditorio, complementado con cuatro etapas nuevas de diferentes formas y tamaños. Kristian Seltun es actualmente el director de teatro. Reemplazó a Otto Homlung en 2010.